# 페르시아인
페르시아인(페르시아어: فارس‌ها, 영어: Persian people)은 이란의 주요 민족으로 페르시아어를 사용한다. 대부분이 시아파 이슬람교를 믿지만, 수니파를 믿는 경우도 있다. 페르시아 유대인, 페르시아 기독교, 조로아스터교와 바하이교를 믿는 사람도 있다.

## 기원과 이동 경로
페르시아인은 이란계 아리아인이다. 아리아인(Aryan)과 이란(Iran)은 같은 어원을 가진다. 기원전 1000년경 동족인 메디아인과 함께 이란고원에 이주, 메디아인이 고원의 서북부에 분포된 것에 대하여 페르시아인은 서남부의 파르사 지방(현재의 파르스 주)에 정착했다. 특히 동 아리안 유목민들은 동아시아의 유목민들에게 많은 영향을 끼쳤다.

## 거주 국가
페르시아인을 비롯한 이란계 민족은 여러 지역에 거주한다. 아프가니스탄, 타지키스탄, 우즈베키스탄, 파키스탄, 신장웨이우얼 자치구에도 이들이 거주한다. 코카서스에는 타트족이라는 이란계 민족이 거주하고, 러시아, 아르메니아, 아제르바이잔, 미국, 아랍에미리트, 독일, 캐나다, 오스트레일리아에도 페르시아인도 거주한다.

## 같이 보기
- 재독일 이란인(en:Iranians in Germany, 이란계 독일인 포함)
- 이란의 문화
- 이란의 역사